# Saint-Augustin (Charente-Maritime)
Saint-Augustin (oder inoffiziell auch Saint-Augustin-sur-Mer) ist eine südwestfranzösische Gemeinde mit 1503 Einwohnern (Stand 1. Januar 2022) im Département Charente-Maritime in der Region Nouvelle-Aquitaine.

## Lage
Saint-Augustin liegt etwa zehn Kilometer (Fahrtstrecke) nordwestlich von Royan auf der zwischen der Gironde und der Seudre gelegenen Halbinsel Arvert, die zur historischen Kulturlandschaft der Saintonge gehört, die ihrerseits wiederum ein Bestandteil der Landschaft der Charente ist.

## Bevölkerungsentwicklung
| Jahr      | 1962 | 1968 | 1975 | 1982 | 1990 | 1999 | 2006 | 2016 |
| Einwohner | 432  | 493  | 539  | 634  | 742  | 872  | 1156 | 1342 |

Im 19. Jahrhundert hatte der Ort beständig um die 500 Einwohner. Infolge der Mechanisierung der Landwirtschaft ist die Bevölkerungszahl in der ersten Hälfte des 20. Jahrhunderts bis auf etwa 370 zurückgegangen. Der erneute Anstieg der Einwohnerzahl hat viel mit der touristischen Entwicklung aber auch mit den im Vergleich zur nahegelegenen Stadt Royan vergleichsweise niedrigen Mieten und Grundstückspreisen zu tun.

## Wirtschaft
Seit Jahrhunderten spielt die Landwirtschaft die dominierende Rolle im Wirtschaftsleben der Gemeinde. Diese gehört zu den Bois ordinaires et communs des Weinbaugebiets Cognac, doch wegen der Absatzkrise von Weinbränden und selbst von Wein werden kaum noch Weinstöcke angepflanzt. Viele Bauern sind zur 'normalen' Landwirtschaft zurückgekehrt. Seit den 1960er Jahren spielt der Tourismus eine nicht unbedeutende Rolle im Wirtschaftsleben des Ortes.

## Geschichte
Die erstmalige Erwähnung der Kirche (und des Ortes) findet sich in einer Urkunde des ausgehenden 11. Jahrhunderts, in welcher die Kirche der Abtei Saint-Étienne von Vaux-sur-Mer übereignet wird, die daraus ein Priorat machte. Die Mönche bzw. die Konventualen beschäftigten sich mit der Trockenlegung und Fruchtbarmachung der umliegenden Sümpfe. Der Ort erlebte die großen Ereignisse des ausgehenden Mittelalters und der frühen Neuzeit (Hundertjähriger Krieg (1337–1453), Jahre der Pest (nach 1348) und Religionskriege (1562–1598)), ohne dass im Einzelnen große Verwüstungen oder Zerstörungen bekannt sind. Mit dem von Heinrich IV. im Jahr 1598 erlassenen Edikt von Nantes beruhigte sich die angespannte Situation zwischen Katholiken und Protestanten, doch nach der Ermordung des Königs (1610) flammten neue Feindseligkeiten auf, so dass sich Ludwig XIII. und sein Erster Minister Richelieu zum Eingreifen veranlasst sahen, welches im Jahre 1628 in der Belagerung und Eroberung von La Rochelle gipfelte. Im Jahre 1644 wurde der protestantische Kult auf der Halbinsel Arvert verboten und im Jahre 1682 ordnete Ludwig XIV. die Zerstörung der protestantischen Gotteshäuser (temples) an. Nach dem Erlass des Edikts von Fontainebleau (1685), wodurch das Edikt von Nantes aufgehoben wurde, wanderten viele Protestanten in andere Länder Europas oder ins amerikanische Neufrankreich ab. Der protestantische Glaube lebte jedoch im Untergrund weiter – die Gläubigen trafen sich insgeheim in den Dünen oder in Scheunen; man sprach von einer ‚Kirche in der Wüste‘ (Église du Desert). Erst mit dem in religiösen Dingen toleranten Marschall und Gouverneur Jean Charles de Saint-Nectaire besserte sich die Situation für die Protestanten in der Mitte des 18. Jahrhunderts wieder.

## Sehenswürdigkeiten

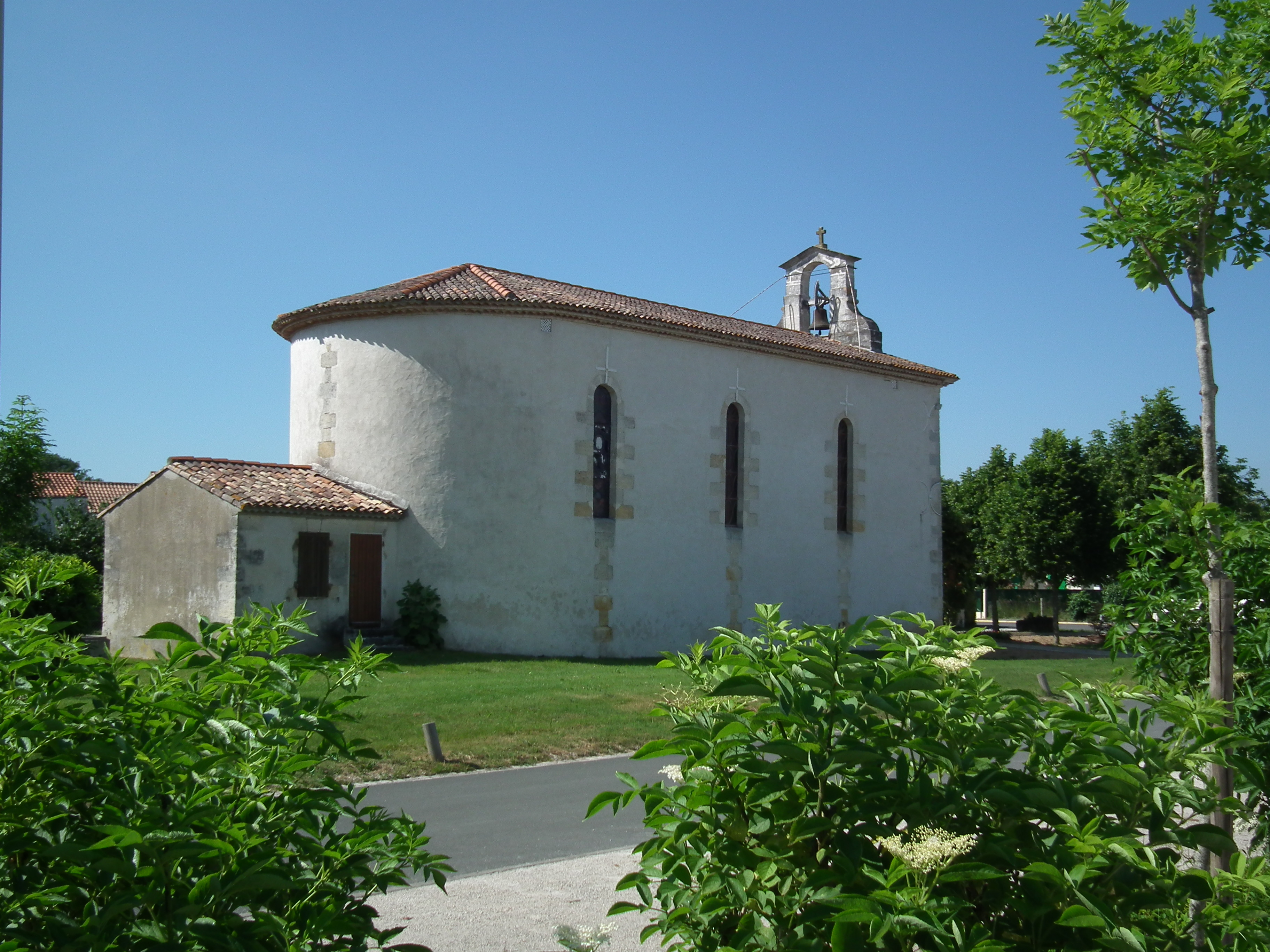
Katholische Kirche St-Augustin

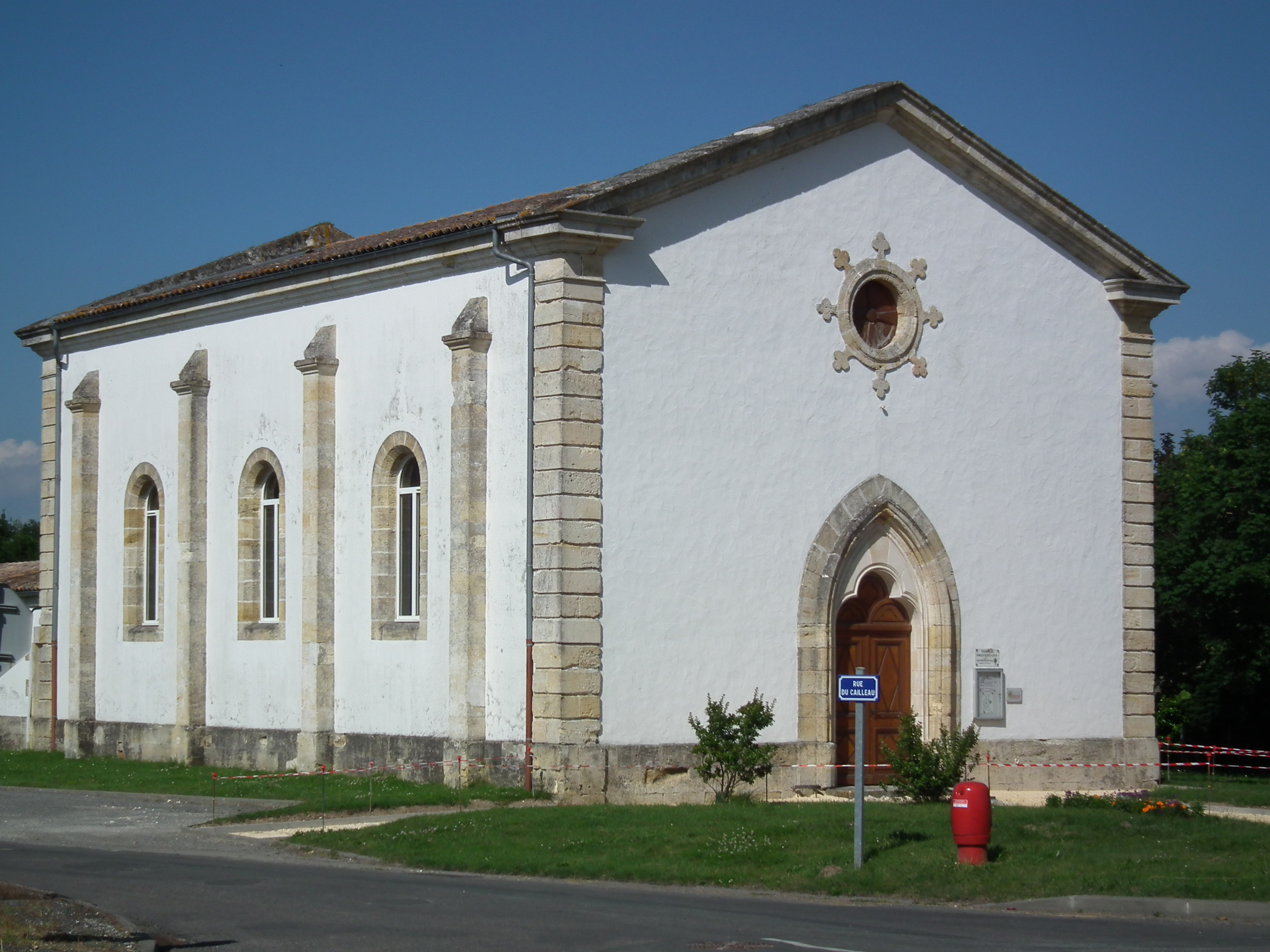
Protestantische Kirche

Siehe auch: Liste der Monuments historiques in Saint-Augustin (Charente-Maritime)
- Nach den Zerstörungen während der Hugenottenkriege war die alte romanische Kirche so baufällig geworden, dass sie um das Jahr 1830 abgerissen wurde. Die heutige Kirche war ursprünglich die Privatkapelle einer reichen Grundbesitzerin, die sie der Gemeinde mit der Auflage zur Verfügung stellte, dass hieraus eine Pfarrkirche werden solle. Durch eine Schenkung im Jahr 1859 gelangte die ehemalige Kapelle endgültig in den Besitz der Gemeinde. Es ist ein klassizistischer Bau vom Ende des 18. Jahrhunderts mit einem barock geschwungenen Glockengiebel. Mit Ausnahme der exakt behauenen Ecksteine ist der Bau aus Bruchsteinen errichtet und deshalb außen wie innen verputzt. Das Halbrund der Apsis schließt übergangslos an das einschiffige Langhaus an, das von einer abgehängten und verschalten Holzdecke überspannt wird.
- Die protestantische Kirche (temple) wurde in den Jahren 1857 bis 1862 erbaut. Der Bau überzeugt – wie viele protestantische Gotteshäuser – durch seine dekorlose Strenge und die klaren Linien der Architektur. Die größtenteils verputzte Fassade ist nicht durch Gesimse etc. gegliedert, hat aber ein – für ein protestantisches Gotteshaus eher ungewöhnliches – neugotisches Portal und ein darüber befindliches Rundfenster. Die Verwendung von rötlich-braunen Ecksteinen aus den Steinbrüchen bei der etwa 30 Kilometer südöstlich gelegenen Ortschaft Thénac ist ungewöhnlich für Bauten in der Saintonge.
- In unmittelbarer Nähe des Tempels steht ein außergewöhnlich aufwendig gestaltetes Grabmonument für einen im Alter von 20 Jahren im Deutsch-Französischen Krieg von 1871 gefallenen Offizier. Die von zwei Bildhauern aus Saujon geschaffene Liegefigur (gisant) zeigt einen sterbenden Soldaten in Uniform mit Gewehr und aufgepflanztem Bajonett.